# パトリック・マクニー
パトリック・マクニー（Patrick Macnee、1922年2月6日 - 2015年6月25日）は、イギリスの俳優。テレビドラマ『おしゃれ(秘)探偵』の主人公ジョン・スティード役で知られる。
2015年6月25日、カリフォルニア州の自宅で老衰により逝去。93歳没。

## 出演作品
- おしゃれ(秘)探偵
- アベンジャーズ（インビジブル・ジョーンズ）
- ワックスワーク2/失われた時空
- ワックス・ワーク
- ハウリング
- シーウルフ
- レスリー・ニールセンの裸の宇宙銃を持つ男
- 007 美しき獲物たち
- 病院狂時代
- 西部二人組
- ハムレット
- 魅惑の巴里
- トワイライト・ゾーン
- 名犬ロンドン物語
- 0011ナポレオン・ソロ
- ザ・ギャンブラー
- 刑事コロンボ・歌声の消えた海(船長役)
- 宇宙空母ギャラクティカ